# Lupo (araldica)
In araldica il lupo è simbolo di animo ardito.

## Esempi

Due lupi passanti (Casasco d'Intelvi)
Due lupi controrampanti (Castrezzato)
Lupo passante (Lubersac, Francia)
Lupa passante (Piacenza)
Lupo passante e oca sorante (Circondario del Prignitz, Germania)
Due lupi passanti l'uno sull'altro (Louveciennes, Francia)
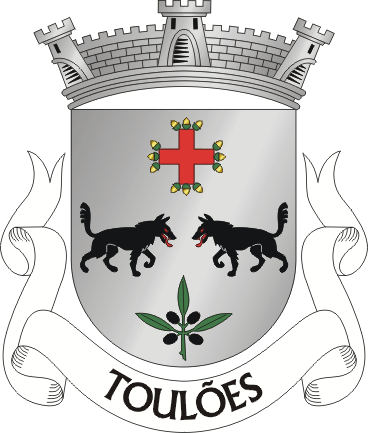
Due lupi affrontati (Toulões, freguesia di Idanha-a-Nova, Portogallo)
Lupo fermo con la testa rivoltata (Vaŭkavysk, Bielorussia)
Lupo rapace con coda alzata (Rothselberg, Germania)
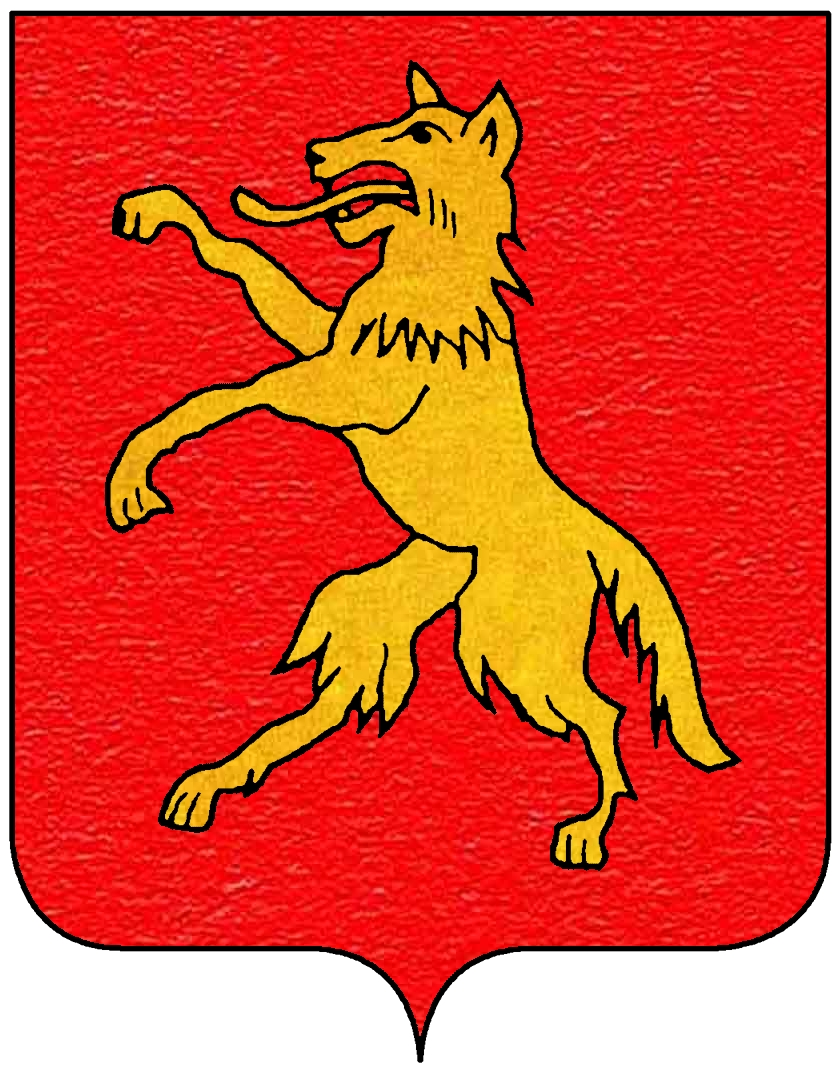
Lupo rapace con coda pendente (stemma della famiglia D'Albertas di Novara)
Di rosso, a tre riscontri di lupo d'oro (Châtenois, Francia)
Testa di lupo strappata (Sipoo, Finlandia)
Lupa al naturale (La Louvière, Belgio)
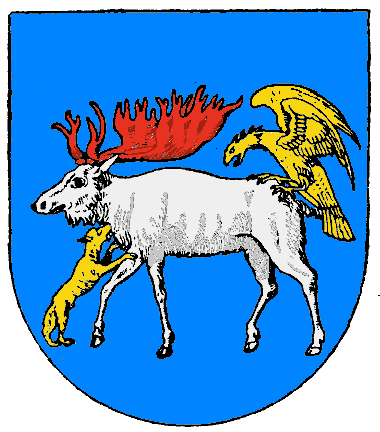
Renna aggredita da un'aquila e da un lupo (Jämtland, Svezia)
Lupo rapace tenente una bandiera di colore rosso. Stemma del comune di Licodia Eubea (CT)
Lupo passante (Grajewo, Polonia)

## Posizione araldica ordinaria
Il lupo si rappresenta di solito passante con la coda pendente; quando è nella posizione di rampante o quando porta tra le fauci un agnello si definisce rapace. Il colore è abitualmente nero. Quando il colore è rosso si tratta, nella maggior parte dei casi, della volpe, la cui rappresentazione è molto simile a quella del lupo, tranne che questa porta la coda alzata (o se è corrente, distesa).

## Attributi

### Attributi di modifica
- Armato, illuminato, lampassato o unghiato di… quando ha rispettivamente i denti, gli occhi, la lingua o le unghie di uno smalto diverso
- Scorticato se ha la parte superiore del corpo nera e quella inferiore rossa

### Attributi di posizione
- Accovacciato
- Arrestato
- Coricato
- Corrente
- Fermo
- Passante
- Sedente
- Slanciato

### Altri attributi
- Tormentato se ha il corpo incastrato fra due assi o simili
- Contronascente